# Gümüşyuva, Mazıdağı
Gümüşyuva là một xã thuộc huyện Mazıdağı, tỉnh Mardin, Thổ Nhĩ Kỳ. Dân số thời điểm năm 2010 là 378 người.